# Demografia Regatului Unit
Acest articol este despre caracteristicile demografice ale populației din Regatul Unit, inclusiv densitatea populației, etnicitate, nivelul de educație, de sănătate a populației, starea economică, afilierea religioasă și alte aspecte ale populației.
Structura rasială, conform recensământului din 2011:
     Albi (87,17%)
     Asiatici (6,92%)
     Negri (3,01%)
     Micști / 2 sau mai multe rase (1,98%)
     Alții (0,92%)

## Caracteristici demografice

### Populația
68,150,846( 2021)

### Str
- 0-14 ani: 16,7% (masculin 5.233.756/feminin 4.986.131)
- 15-64 ani: 67,1% (masculin  20.774.192/feminin 20.246.519)
- 65 ani și peste: 16,2% (masculin  4.259.654/feminin 5.612.953) (2009 est.)

### Vârsta medie
- total: 40.2 ani
- masculin : 39.1 ani
- feminin: 41.3 ani(2009 est.)

### Sporul natural
- 0,279 % (2009 est.)

### Natalitatea
- 10,65 nașteri/1,000 locuitori (2009 est.)

### Mortalitatea
- 10,05 morți/1,000 locuitori (2008 est.)

### Rata migrației
- + 2,16 migranți/1,000 locuitori (2009 est.)

### Urbanizarea
- populația urbană : 90% din total populație(2008)
- rata urbanizării: 0.5% rata anuală (2005-10 est.)

### Distribuția pe sexe
- la naștere: 1.05 masculin /feminin
- sub 15 ani: 1.05 masculin /feminin
- 15-64 ani: 1.03 masculin /feminin
- 65 ani și peste: 0.76 masculin /feminin
  - total populație: 0.98 masculin /feminin(2009 est.)

### Mortalitatea la naștere
- total: 4.85 morți/1,000 nașteri
  - masculin : 5.4 morți/1,000 nașteri
  - feminin: 4.28 morți/1,000 nașteri (2009 est.)

### Speranța de viață la naștere
- total population: 79,01 ani
  - masculin : 76,52 ani
  - feminin: 81,63 ani (2009 est.)

### Fertilitatea
1,66 născuți/femeie (2009 est.)

### Populația infectată cu HIV/SIDA
- 0,2% (2007 est.)
- 77.000 persoane(2007 est.)

Morți cauzate de HIV/SIDA - mai puțin de 500 morți(2007 est.)

### Grupuri etnice
- Englezi 83,6%
- Scoțieni 8,6%
- Galezi 4,9%
- Irlandezi 2,9%
- Negri 2%
- Indieni 1,8%
- Pakistanezi 1,3%
- Mixtă 1,2%
- Alții 1,6% (recensământ 2001)

### Imigranți
Potrivit datelor oficiale, în anul 2010, în Marea Britanie muncesc 100.000 de români
Conform datelor preliminare ale recensământului populației Angliei și Țării Galilor din 2021, numărul rezidenților deținători de pașapoarte străine (fără a deține și un pașaport britanic, astfel fiind o aproximare a cetățenilor străini rezidenți) era de 5,9 milioane de persoane din populatia totala de 59.597 mii locuitori a celor doua țări componente (56.490 mii Anglia și 3.107 mii Țara Galilor).
Dintre acestea, 2 milioane de pașapoarte erau non-U.E. (India 369 mii, Pakistan 166 mii), iar 3,9 milioane erau din state U.E. (Polonia 760 mii, Romania 550 mii, Italia 369 mii, Irlanda 365 mii, Portugalia 286 mii, Spania 217 mii, Lituania 185 mii, Franța 164 mii).
Conform recensământului populației din Irlanda de Nord din același an, din populația  de 1.903 mii locuitori, 92,5 mii de rezidenți  dețineau alt pașaport decât al Marii Britanii și/sau al Republicii Irlanda. Dintre aceștia,  cei mai mulți aveau pașaport polonez (23,8 mii), lituanian (11,9 mii), portughez (7,0 mii) și  românesc (6,5 mii). De menționat că 504,5 mii de locuitori dețineau doar pașaport irlandez, în timp ce restul populației avea un pașaport britanic (fără a exclude și posibilitatea de a deține un pașaport emis de alt stat/e) sau nici un pașaport (302,2 mii locuitori).

### Religia
- creștini (Anglican, Catolic, Prezbiterian, Metodist) 71,6%
- musulmani 2,7%
- hinduși 1%
- Alta 1,6%
- Nespecificată sau atei 23,1% (recensământ 2001)

Conform datelor de la recensământul din 2021 pentru Anglia și Țara Galilor:
- 46,2% creștini;
- 37,2% fără religie;
- 6,5% musulmani;[3]
- 1,7% hinduși.[4]

### Limbi
Limba engleză, limba galeză(26% din populația Țării Galilor) și altele.

### Alfabetismul
Definiție:procentul din p 
opulație cu vârsta de peste 15 ani care au terminat 5 ani de școală.
- total populație: 99%
  - masculin: 99%
  - feminin: 99% (2002 census)

### Durata medie de școlarizare
- total: 16 ani
  - masculin: 16 ani
  - feminin: 17 ani (2006)